# Francisco da Costa Gomes
Francisco da Costa Gomes (Chaves, Portugal, 30 de junio de 1914 - Lisboa, Portugal, 31 de julio de 2001) fue un militar y político portugués; decimoquinto presidente de la República Portuguesa (segundo después de la Revolución de los Claveles).

## Biografía
Estuvo envuelto en la intentona de sublevación militar de abril de 1961, liderada por el general Botelho Moniz, entonces ministro de Defensa.
En 1970 ejerció las funciones de comandante de la región militar de Angola, donde impulsó la idea de entendimiento militar con la UNITA contra el MPLA y el FNLA.
El 12 de septiembre de 1972 es llamado para ejercer el cargo de Jefe del Estado Mayor de las Fuerzas Armadas, en sustitución del general Venâncio Deslandes. Sin embargo, sería exonerado en marzo de 1974, poco antes del 25 de abril, por  negarse a prestar lealtad al gobierno de Marcelo Caetano en una ceremonia pública.
Tras el 25 de abril, fue uno de los siete militares que compusieron la Junta de Salvación Nacional. Entre el 25 de abril y el 30 de septiembre de 1974, fue la segunda figura del Estado portugués, por debajo de António de Spínola, ejerciendo las funciones de Jefe del Estado Mayor General de las Fuerzas Armadas.
Asumió la presidencia de la República por nombramiento de la Junta de Salvación Nacional, debido a la renuncia de Spínola el 30 de septiembre de 1974.
Ocupó el cargo de presidente de la República hasta el 27 de junio de 1976, cuando las primeras elecciones presidenciales libres celebradas en Portugal dan la victoria al general Ramalho Eanes.